# Пенуел
32°11′00″ пн. ш. 35°42′00″ сх. д. / 32.183333333333° пн. ш. 35.7° сх. д.
Пенуел (івр. פנואל) — біблійна місцевість, згадана в Книзі Буття, де Яків боровся з ангелом та отримав нове ім'я Ізраїль; пізніше це місто згадується в Книзі Суддів і Книзі Царів як укріплений центр в Північному царстві.
У подальшому назва Пенуель використовувалася також для позначення деяких осіб та як чоловіче ім'я в єврейській традиції. Довгий час Пенуел ототожнювали з однією з двох вершин Тулуль ад-Дахаб у сучасній Йорданії, однак не було виявлено жодних залишків святилища бажаного часу і наразі його місцезнаходження достеменно невідоме.

## Етимологія
Назва «Пенуел» (івр. פנואל) буквально означає «обличчя Бога». У різних перекладах і написаннях зустрічаються форми Пенуїл, Пеніел, Пенуель, Пнуель або Фануель (в останньому випадку — це ім'я ангела в Книзі Еноха).

## Біблійні згадки
У Книзі Буття Яків, повертаючись до родини, на східному березі річки Яббок вночі зійшовся в боротьбі з Мужем (традиційно — ангелом) до сходу сонця; після цього він назвав місце Пенуел бо «бачив був Бога лицем у лице, та збереглася душа моя» (Бут. 32:31).
Згодом у Книзі Суддів Пенуел згадується як місто в Трансйорданії, жителі якого відмовилися нагодувати 300 воїнів Гедеона під час переслідування мадіанитян. Повернувшись після перемоги, Гедеон зруйнував вежу в Пенуелі й убив чоловіків міста (Суд. 8:8).
Після розколу єдиного Ізраїльського царства цар Єровоам I відбудував Пенуел, укріпивши місто, і зробив його частиною свого Північного царства (1Цар. 12:25).

## Ідентифікація місця
Традиційно Пенуел ототожнювали з двома пагорбами Тулуль ад-Дахаб у сучасній Йорданії, розташованими біля річки Ез-Зарка (в минулому — Яббок), що підтверджується археологічними знахідками часів залізної доби. Ізраїльський археолог Ісраель Фінкельштейн висунув гіпотезу про роздільну ідентифікацію двох пагорбів: більший західний пагорб вважати Маханаїмом, а східний — Пенуелем. Однак і ця версія не має одностайної підтримки наукової спільноти.
Також було запропоновано ототожнити Пенуел із поселенням Тель-ель-Хамма (32°11′32″ N 35°38′48″ E), що краще відповідає біблейському опису переправи через Яббок.